# Система Несмита

Схема системы Несмита

Систе́ма Не́смита (также телескоп Несмита, фокус Несмита) — так называют трёхзеркальную модификацию телескопа системы Кассегрена, в которой внутри трубы телескопа между главным и вторичным зеркалами установлено диагональное зеркало для отбрасывания изображения вбок. Таким образом, фокус телескопа, называемый в данном случае фокусом Несмита, находится сбоку трубы. Обычно на выходе из трубы оптическая ось совмещена с осью склонения или осью высот телескопа. Такая оптическая схема позволяет нагружать телескоп громоздким наблюдательным оборудованием, без разбалансирования трубы. Главное зеркало (в отличие от классического рефлектора Кассегрена) может быть выполнено без центрального отверстия, более того, диагональное зеркало может крепиться на стойке, прикрепленной к главному зеркалу. По сравнению с двухзеркальными телескопами Кассегрена или Ричи — Кретьена, часть света теряется на диагональном зеркале. Данная система была разработана в 1842 году Джеймсом Несмитом, более известным как изобретатель парового молота.

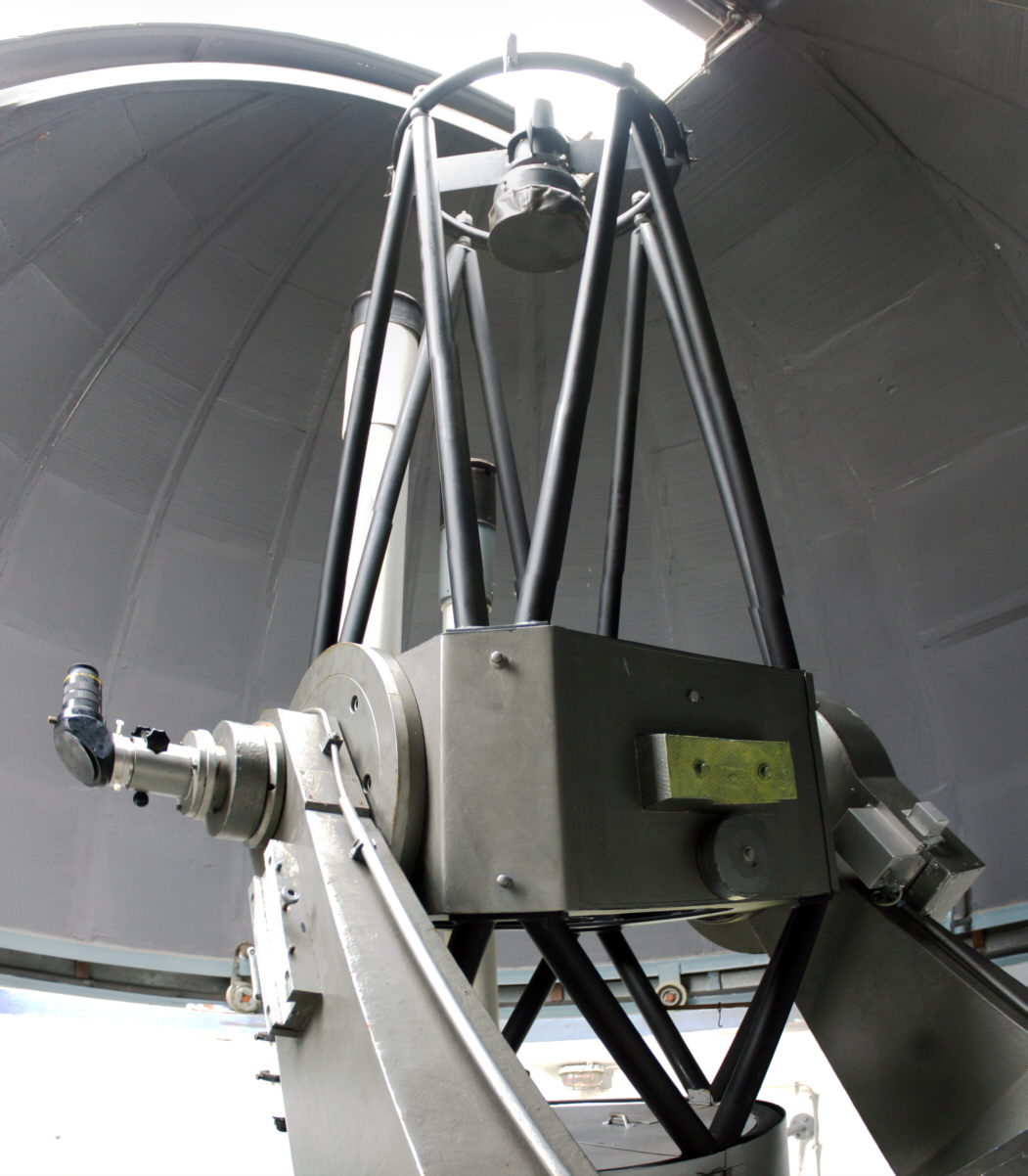
56 сантиметровый телескоп системы Несмита, установленный в обсерватории Вальтера Гоманна в Эссене, ФРГ

С точки зрения оптической терминологии, более корректно говорить о телескопе системы Кассегрена (или другой системы) с наблюдательным оборудованием, установленным в фокусе Несмита. Большие телескопы зачастую позволяют устанавливать оборудование на одном и том же телескопе как в прямом фокусе главного зеркала, так и в фокусах Кассегрена (сменные вторичные зеркала), Несмита, куде.